# Krombia
Krombia és un gènere d'arnes de la família Crambidae.

## Taxonomia
- Krombia belutschistanalis Amsel, 1961
- Krombia djergiralis Chrétien, 1911
- Krombia harralis Chrétien, 1911
- Krombia minimella Amsel, 1961
- Krombia pulchella Amsel, 1949
- Krombia venturalis Luquet & Minet, 1982
- Krombia zarcinella D. Lucas, 1909